# Мудехар
Муде́хар, стиль «мудехар» (исп. mudéjar — «получившие разрешение остаться»; от араб. مدجّن‎ [mudaǧǧan] — приручённый, домашний) —
условное название художественного стиля, распространённого в Испании XII—XVI веков, получившего выражение в архитектуре, монументально-декоративном и декоративно-прикладном искусстве. Название произошло от религиозной группы, известной как мудехары.
Мудехар был распространён в Кастилии (Толедо), Арагоне (Сарагоса), Каталонии и Андалусии (Кордова, Севилья). Первоначально стиль был связан с одноименной этноконфессиональной группой, но с XIII века получил широкое распространение в постройках, возводившихся как мудехарами для христиан, так и христианами, строившими в традициях мудехаров. Технические и стилистические приёмы стиля, пришедшие из кирпичной архитектуры Андалусии, использовались с XII вплоть по XVI век, однако на протяжении данного времени совмещались с формами романской, готической и ренессансной архитектур. 
Основные технические и стилистические приёмы мудехара включали: использование кирпича, в том числе в отделке (плоскостной кирпичный декор сложного рисунка, зачастую с включением изразцов); зеркальные и купольные своды; подвесные, обычно восьмилотковые, деревянные потолки; украшение стен рядом (на всю высоту стены) или несколькими рядами узких профилированных ниш; оформление проёмов подковообразными, стрельчатыми и особенно часто многолопастными арками. В декоре кирпичных стен и деревянных потолков использовались в основном мотивы плетёнки из прямолинейных деталей: треугольников, многолучевых розеток, звёзд и так далее.
Различают народный мудехар церковной и жилой городской архитектуры, спонтанно развивавшийся в отвоёванных испанцами землях, где традиции мавританского искусства оказали влияние на обычаи христиан (церкви в Толедо, Сарагосе, Севилье), и придворный мудехар, складывавшийся параллельно с укреплением власти испанцев и проявившийся преимущественно в дворцовом строительстве (Алькасар в Севилье).
На рубеже XIX и XX веков в неомавританской архитектуре возникло подражание этому стилю, известное как неомудехар.

## Описание
В XII—XVI веках возник своеобразный синтетический стиль в архитектуре, живописи и декоративно-прикладном искусстве Испании, в котором тесно переплелись элементы мавританского, готического, а позднее и ренессансного искусства. Произведения стиля «мудехар» создавались как мусульманскими, так и христианскими мастерами. Искусство мудехаров — явление неоднородное и не всегда безусловное по художественному качеству; исследователи отмечают присущий даже лучшим его образцам оттенок вторичности.
В стиле «мудехар» были сохранены основные конструктивные элементы мавританской архитектуры: подковообразная (иногда со стрельчатым завершением) арка, сводчатые перекрытия, образующие в плане восьмиконечную звезду, наборные деревянные потолки, гипсовый орнамент и цветные изразцы на стенах, а также бело-голубые ацулеи, или асулехос. Основой живой и свободной пространственной композиции зданий служил внутренний двор, вокруг которого группировались остальные помещения. Сооружения отличались простой, рациональной, прекрасно отвечающей климатическим условиям планировкой; в стиле «мудехар» охотно строили жилые здания — привлекали также недорогие материалы (кирпич, дерево, гипс) и дешевые рабочие руки народных мастеров. Стиль получил особое развитие в Кастилии, Арагоне, Андалусии и в городах Толедо, Сарагоса, Кордова, Севилья и др.
Внутри стиля различают два направления. То, что получило название «народного мудехара», развивалось спонтанно в областях, отвоёванных испанцами, где традиции мавританского искусства были довольно естественно применены к религии и бытовой культуре христиан. Постройки «народного мудехара» охватили области церковной и городской жилой архитектуры, их возводили, как правило, из кирпича, и они отличались устойчивыми формами сооружений и мотивами декора. При нарядности облика постройки были скромными и небольшими. Стиль «народного мудехара» характерен для севильских храмов: Всех Святых, Санта Марина, Санта Каталина, Сан Хиль, Сан Андрес, Сан Эстебан, Сан Исидро, Сан Маркос (особенно известен своей башней-минаретом с двойными окнами). Храмы строились из кирпича, с плоскими деревянными потолками, на фасадах формы готических порталов сочетались с подковообразными и многолопастными арками, геометрической плетёнкой, глухими проёмами. Черты мавританской строительной традиции ощущаются в этих постройках гораздо отчетливее, чем воздействие готических форм.
«Придворный мудехар» складывался по мере укрепления власти испанцев на отвоеванных землях и развивался до XVI века включительно. В этом направлении отражалось стремление духовной и светской знати Испании к роскоши и комфорту. К данному направлению относятся наиболее древние части Севильского алькасара XIV века (в отличие от более поздних пристроек). В фасаде здания, обычно называемого дворцом короля Педро (1364), можно обнаружить черты сходства с архитектурой гранадской Альгамбры. Возможно, его создали мавританские мастера из Гранады, присланные правителем эмирата Мухаммедом V по просьбе кастильского монарха. В традициях придворного мудехара были сооружены другие севильские дворцы XIV века: Лас Дуэньяс герцогов Альба и так называемый дом Пилата герцогов Мединасели (завершённый в середине XVI века дворец представляет собой яркий пример сочетания мавританских и ренессансных форм). К главным памятникам стиля относится также дворец герцогов Инфантадо в Гвадалахаре (XV—XVII века).
С XIV в. общий процесс слияния готических и мавританских традиций приобрёл более целостный и органичный характер.

## Галерея

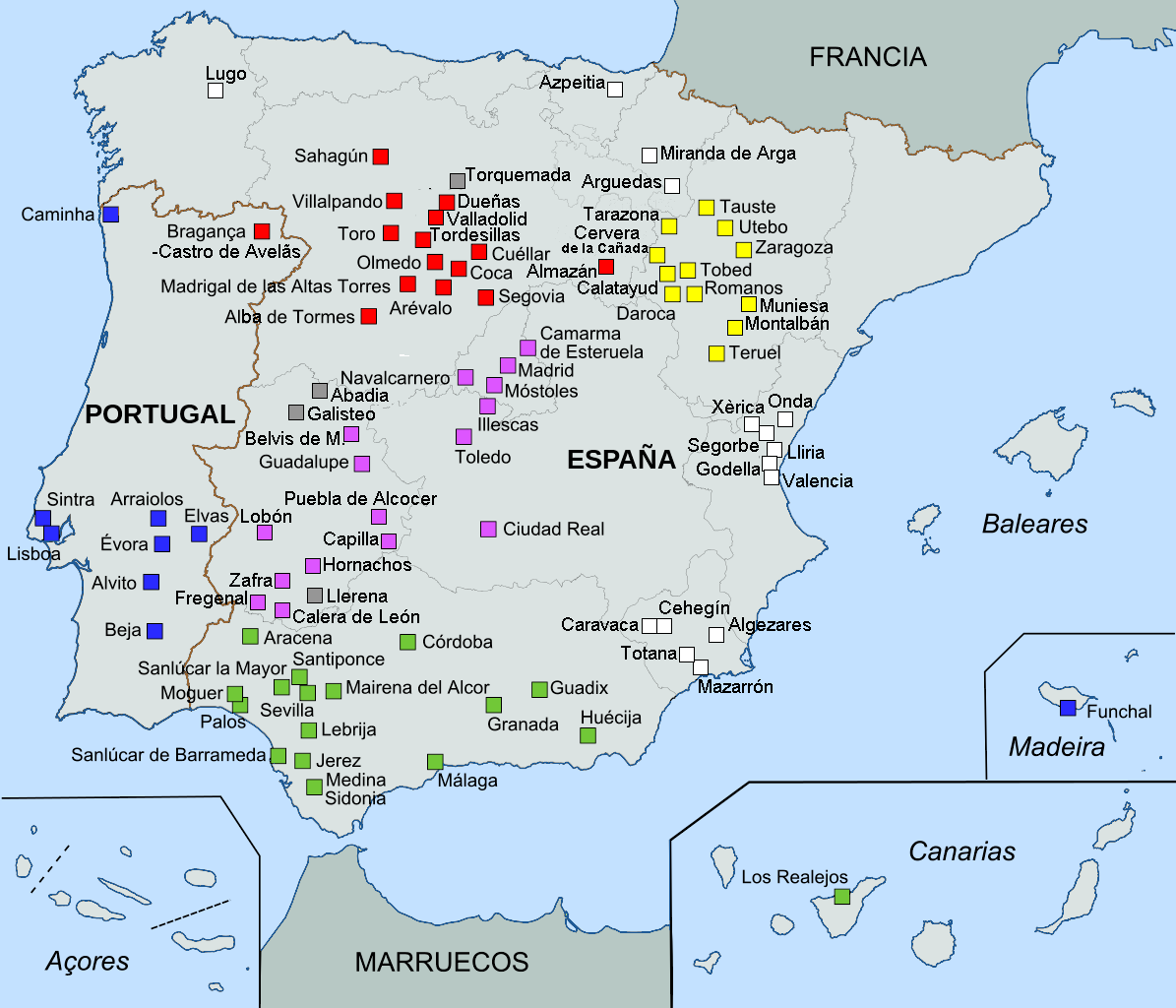
Распространение архитектуры мудехар в Испании и Португалии
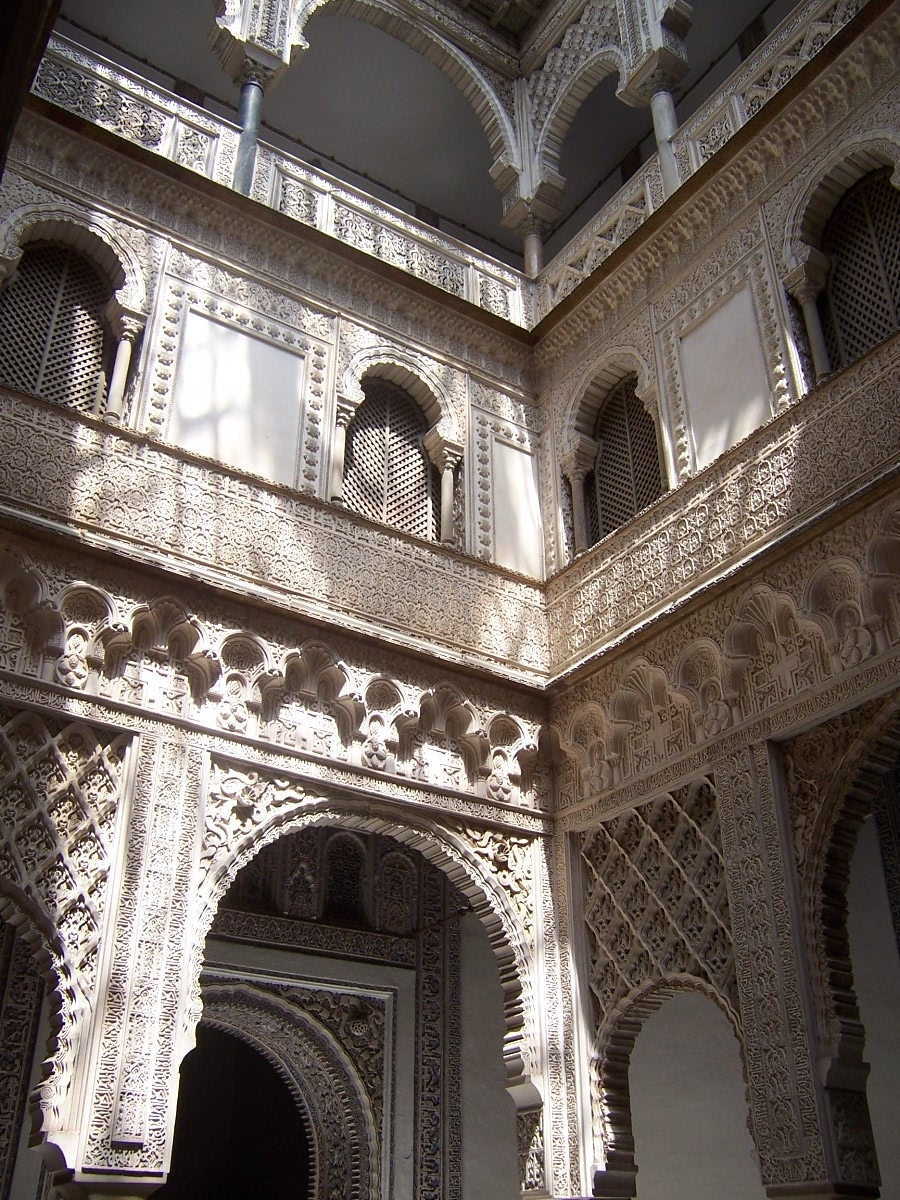
Внутренний дворик Севильской цитадели
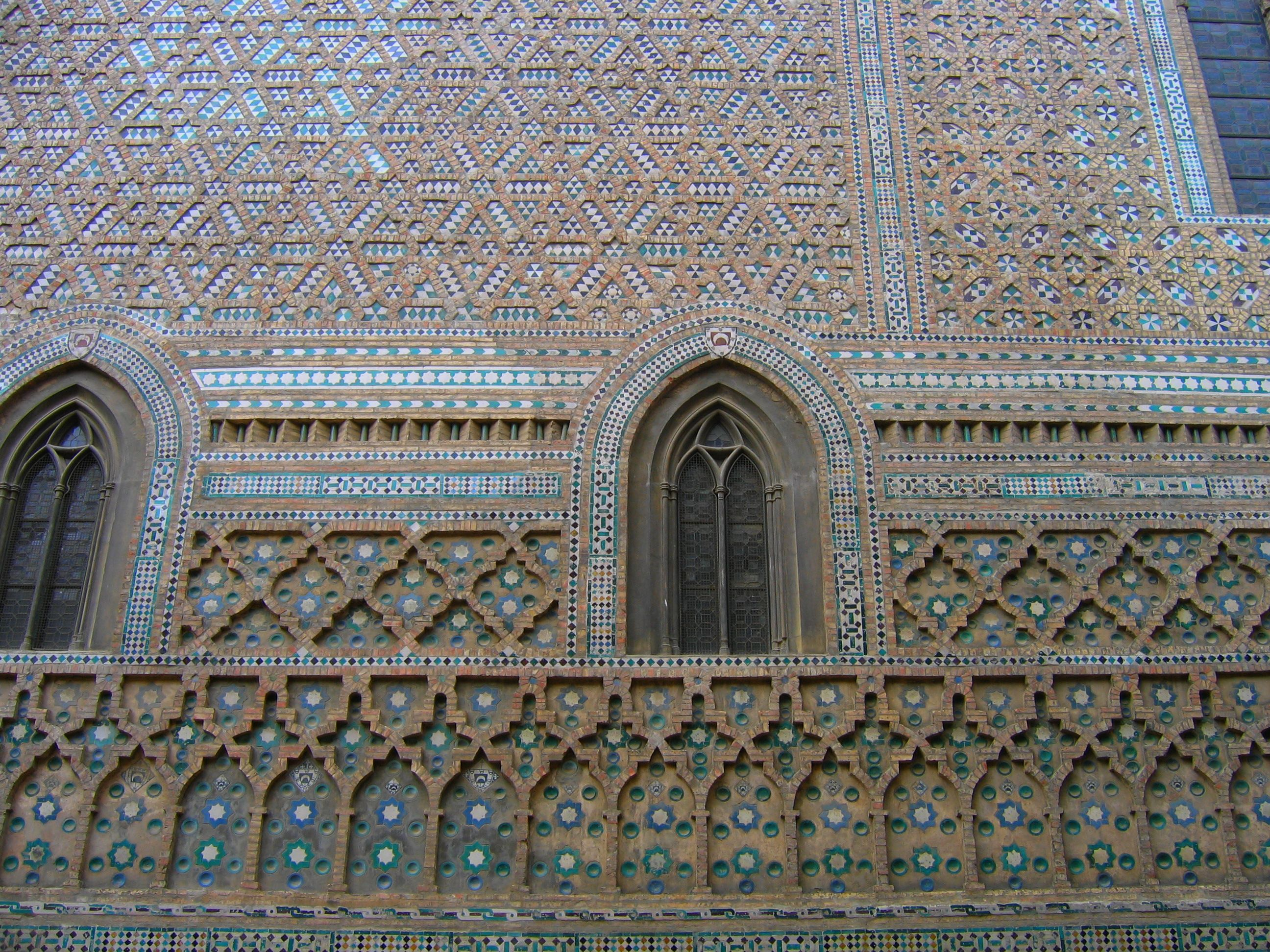
Орнамент Кафедрального собора Спасителя в Сарагосе
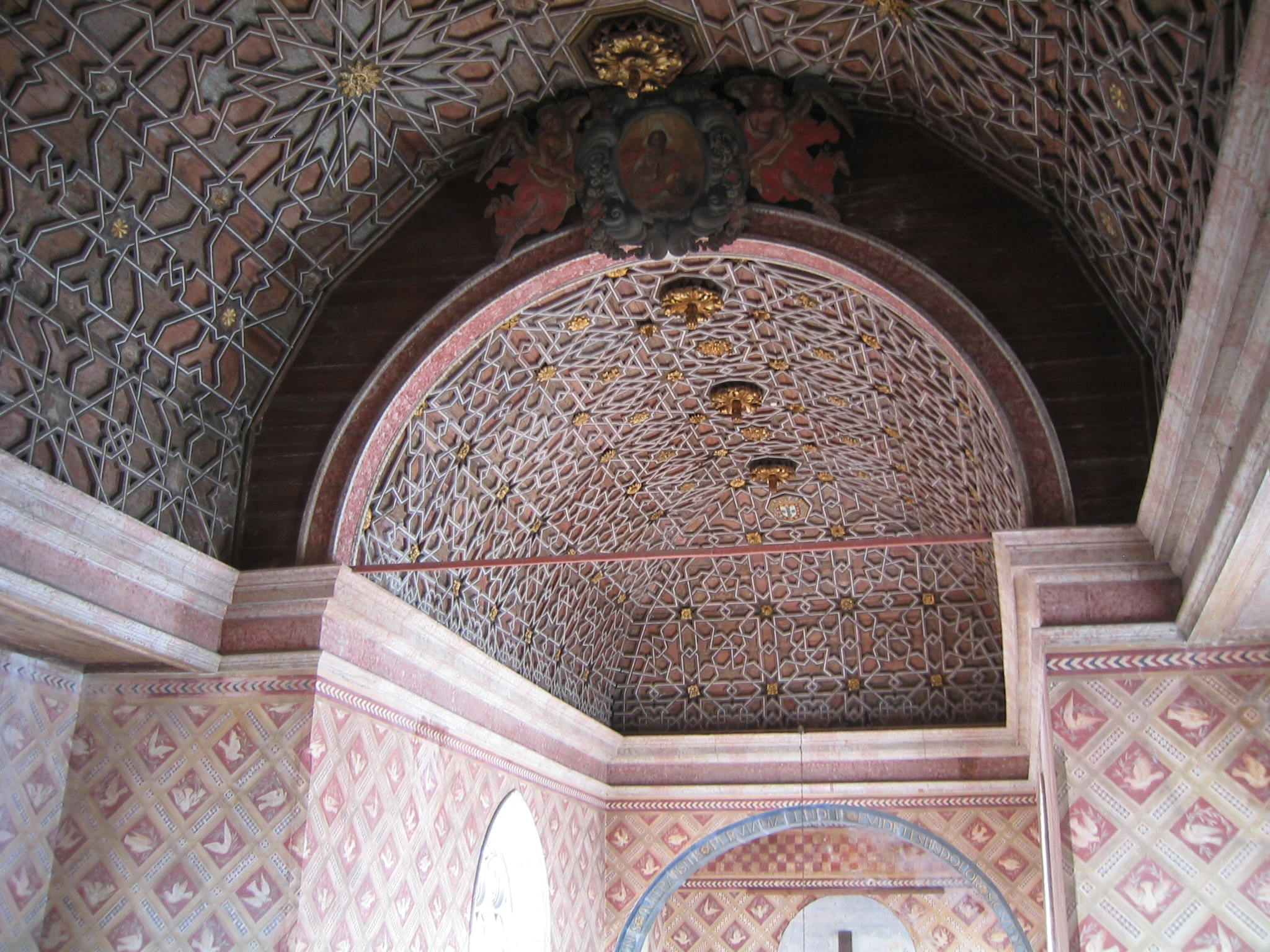
Узоры в Национальном дворце Синтры, Португалия
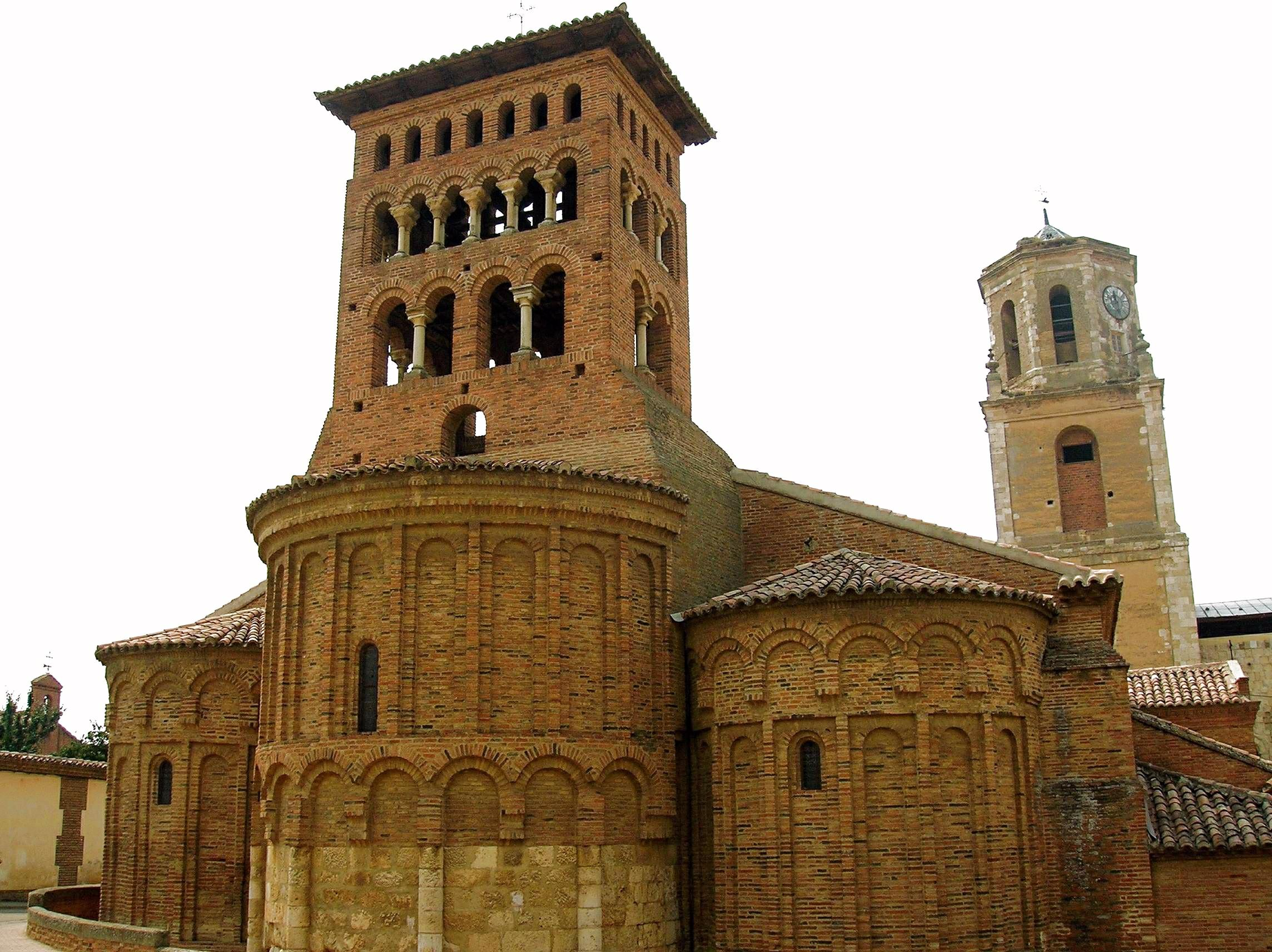
Сан-Тирсо в Саагуне (Леон, Испания)
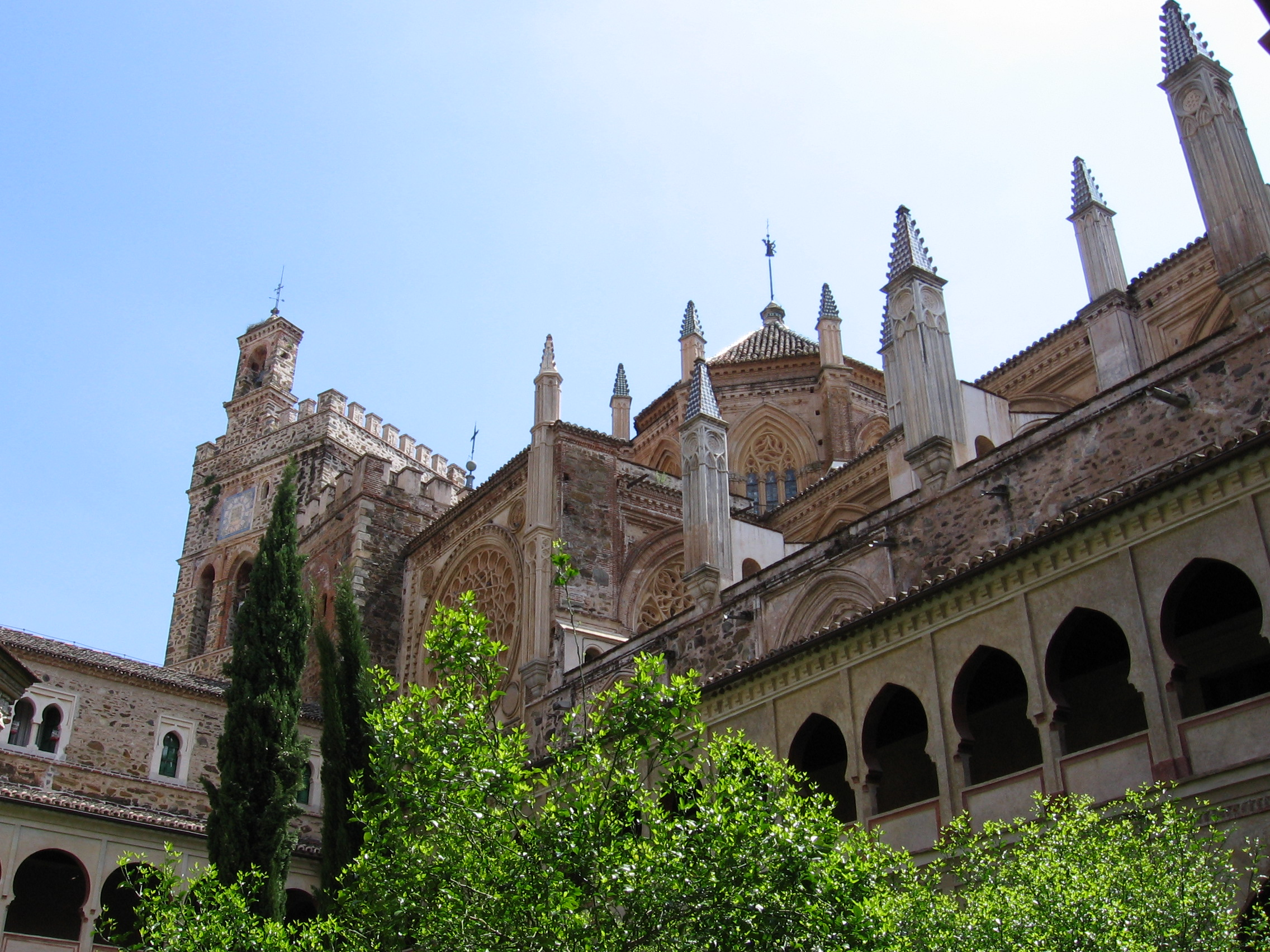
Монастырь в Гваделупе
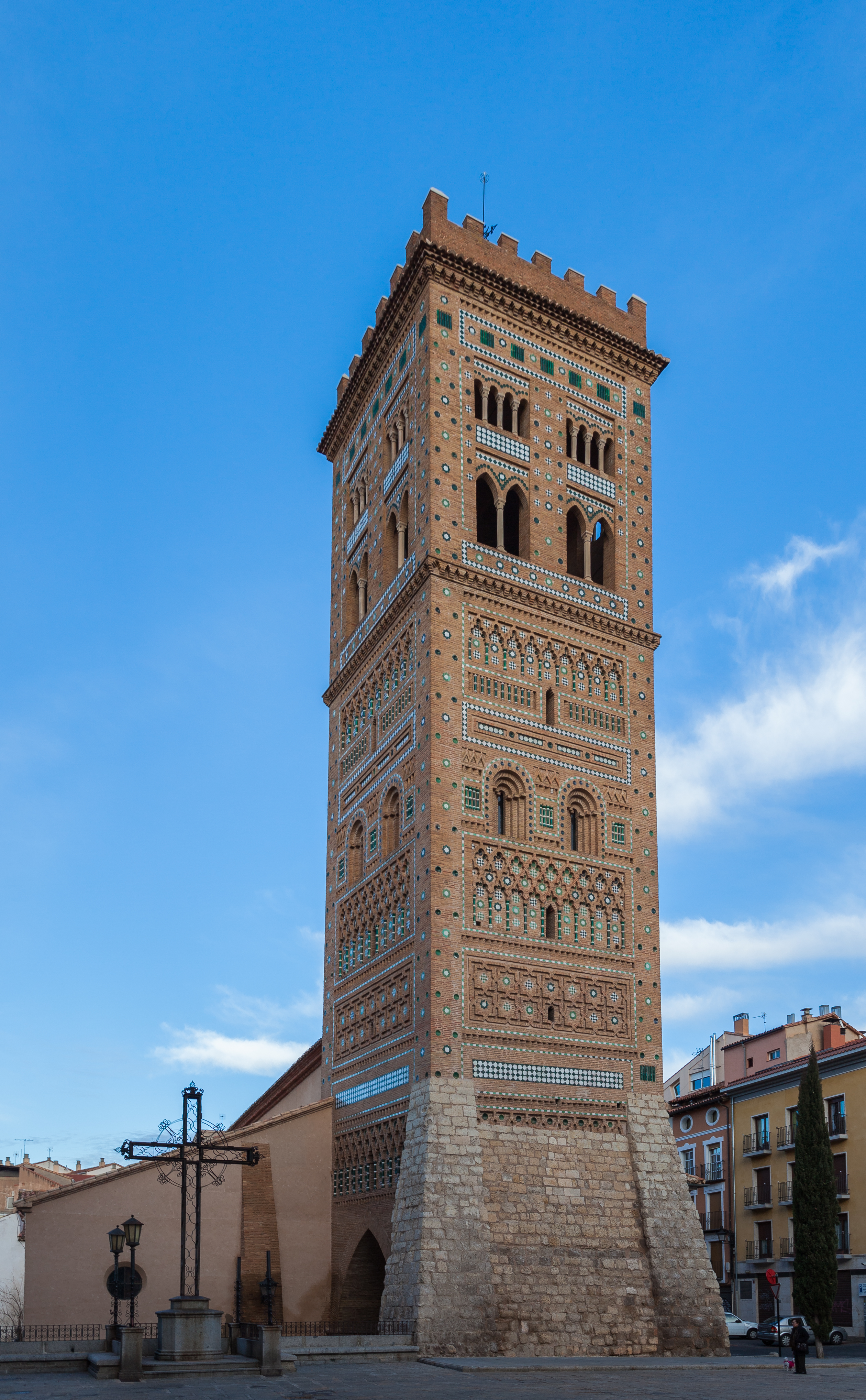
Торре-де-Сан-Мартин, Теруэль